# Piotr Gaik (pułkownik)
Piotr Paweł Gaik (ur. 29 czerwca 1946 w Lubniewicach) – pułkownik Wojska Polskiego, komendant  Wojskowej Komendy Uzupełnień w Gdyni.

## Życiorys
Syn Leopolda. Absolwent Oficerskiej Szkoły Wojsk Rakietowych i Artylerii im. gen. Józefa Bema w Toruniu w 1968 oraz Akademii Sztabu Generalnego Wojska Polskiego im. gen. Karola Świerczewskiego w Rembertowie w 1978 (z wyróżnieniem).
Po ukończeniu szkoły oficerskiej skierowany został do 35 pułku desantowego 7 Łużyckiej Dywizji Desantowej na stanowisko dowódcy plutonu moździerzy 82 mm. Od 10 stycznia 1973 w stopniu kapitana został przeniesiony do służby w 20 dywizjonie artylerii na stanowisko dowódcy baterii rakietowej. Po ukończeniu Akademii skierowany został do służby na stanowisku oficera w Szefostwie Wojsk Rakietowych i Artylerii Pomorskiego Okręgu Wojskowego w Bydgoszczy. W 1979 został wyznaczony na stanowisko pomocnika Szefa Artylerii, a następnie zastępcę szefa artylerii 7 Łużyckiej Dywizji Desantowej.
W 1989 zajmował stanowisko szefa artylerii 7 Brygady Obrony Wybrzeża w Gdańsku. Awansowany do stopnia pułkownika 31 lipca 1990.
Na stanowisko komendanta Wojskowej Komendy Uzupełnień w Gdyni wyznaczony Rozkazem Personalnym Dowódcy Pomorskiego Okręgu Wojskowego z dniem 15 marca 1996 nr PF-2 z 18 stycznia 1996.
Przeniesiony do rezerwy na podstawie decyzji Ministra Obrony Narodowej nr 80 z dnia 30 stycznia 2002.

## Wykształcenie
- Oficerska Szkoła Wojsk Rakietowych i Artylerii im. gen. Józefa Bema w Toruniu (7 września 1965 – 1 września 1968)
- Akademia Sztabu Generalnego im. gen. K. Świerczewskiego w Rembertowie (1 października 1975 – 20 sierpnia 1978)
- Wojskowa Akademia Artylerii ZSRR – kurs przeszkolenia szczebla operacyjnego (1 listopada 1985 – 20 grudnia 1985)
- Kurs Komendantów Wojskowych Komend Uzupełnień w Łodzi (3 kwietnia 1995 – 14 kwietnia 1995)

## Stanowiska
- dyspozycja – dowódca Pomorskiego Okręgu Wojskowego w Bydgoszczy (1 września 1968 – 30 stycznia 1969)
- dowódca plutonu  moździerzy 85 mm w 35 pułku desantowym 7. Łużyckiej Dywizji Desantowa w Gdańsku (31 stycznia 1969 – 9 stycznia 1973)
- dowódca baterii rakietowej w 20 dywizjonie artylerii 7. Łużyckiej Dywizji Desantowej w Gdańsku (31 stycznia 1973 – 1 października 1975)
- oficer sztabu w Szefostwie Wojsk Rakietowych i Artylerii Pomorskiego Okręgu Wojskowego w Bydgoszczy (21 sierpnia 1978 – 27 sierpnia 1979)
- pomocnik szefa artylerii w 7. Łużyckiej Dywizji Desantowej w Gdańsku (28 października 1979 – 21 września 1981)
- zastępca szefa artylerii w 7. Łużyckiej Dywizji Desantowej w Gdańsku (21 grudnia 1985 – 2 sierpnia 1986)
- zastępca szefa artylerii w 7. Brygadzie Obrony Wybrzeża w Gdańsku (3 sierpnia 1986 – 3 maja 1989)
- p.o. szefa artylerii w 7. Brygadzie Obrony Wybrzeża w Gdańsku (4 maja 1989 – 13 grudnia 1989)
- szef artylerii w 7. Brygadzie Obrony Wybrzeża w Gdańsku (14 grudnia 1989 – 2 października 1994)
- starszy oficer w Wojewódzkim Sztabie Wojskowym w Gdańsku (3 października 1994 – 14 marca 1995)
- komendant  Wojskowej Komendy Uzupełnień w Gdyni (15 marca 1995 – 30 kwietnia 2002)

## Awanse
- podporucznik – 27 sierpnia 1968
- porucznik – 5 października 1971
- kapitan – 24 września 1975
- major – 23 września 1980
- podpułkownik – 12 września 1984
- pułkownik – 31 października 1990

## Odznaczenia
- Złoty Krzyż Zasługi (1987)
- Srebrny Krzyż Zasługi (1982)
- Brązowy Krzyż Zasługi (1982)
- Medal 40-lecia Polski Ludowej (1984)
- Złoty Medal „Siły Zbrojne w Służbie Ojczyzny” (1988)
- Srebrny Medal „Siły Zbrojne w Służbie Ojczyzny” (1978)
- Brązowy Medal „Siły Zbrojne w Służbie Ojczyzny” (1973)
- Złoty Medal „Za Zasługi dla Obronności Kraju” (1989)
- Srebrny Medal „Za Zasługi dla Obronności Kraju” (1979)
- Brązowy Medal „Za Zasługi dla Obronności Kraju” (1974)